# Diócesis de Idiofa
La diócesis de Idiofa (en latín: Dioecesis Idiofaensis y en francés: Diocèse de Idiofa) es una circunscripción eclesiástica de la Iglesia católica en la República Democrática del Congo. Se trata de una diócesis latina, sufragánea de la arquidiócesis de Kinsasa. Desde el 26 de mayo de 2009 su obispo es José Moko Ekanga, de la Compañía de Sacerdotes de San Sulpicio.

## Territorio y organización
La diócesis tiene 40 000 km² y extiende su jurisdicción sobre los fieles católicos de rito latino residentes en el territorio de Idiofa y parte de los de Gungu y de Bulungu en la provincia de Kwilu; y parte del territorio de Ilebo en la provincia de Kasai.
La sede de la diócesis se encuentra en la ciudad de Idiofa, en donde se halla la Catedral de San Kizito.
En 2021 en la diócesis existían 43 parroquias.

## Historia
La prefectura apostólica de Ipamu fue erigida el 13 de abril de 1937 con la bula Quo uberiores del papa Pío XI, obteniendo el territorio de los vicariatos apostólicos de Kasai Superior (hoy arquidiócesis de Kananga) y de Koango (hoy diócesis de Kikwit).
El 12 de febrero de 1948, con la bula Missio quaevis del papa Pío XII, la prefectura apostólica fue elevada a vicariato apostólico.
El 10 de noviembre de 1959 el vicariato apostólico fue elevado a diócesis con la bula Cum parvulum del papa Juan XXIII.
El 20 de junio de 1960, coincidiendo con el traslado de la sede episcopal, asumió su nombre actual en virtud del decreto Quo aptius de la Congregación de Propaganda Fide.

## Estadísticas
Según el Anuario Pontificio 2022 la diócesis tenía a fines de 2021 un total de 1 951 780 fieles bautizados.
| Año                                                                             | Población            | Población | Población      | Sacerdotes | Sacerdotes    | Sacerdotes    | Bautizados por sacerdote | Diáconos permanentes | Religiosos | Religiosos | Parroquias |
| Año                                                                             | Bautizados católicos | Total     | % de católicos | Total      | Clero secular | Clero regular | Bautizados por sacerdote | Diáconos permanentes | Varones    | Mujeres    | Parroquias |
| ------------------------------------------------------------------------------- | -------------------- | --------- | -------------- | ---------- | ------------- | ------------- | ------------------------ | -------------------- | ---------- | ---------- | ---------- |
| 1950                                                                            | 61 765               | 350 000   | 17.6           | 56         | 2             | 54            | 1102                     |                      | 51         | 25         | 13         |
| 1969                                                                            | 186 067              | 425 000   | 43.8           | 19         | 17            | 2             | 9793                     |                      | 11         | 54         | 20         |
| 1980                                                                            | 382 000              | 794 000   | 48.1           | 48         | 25            | 23            | 7958                     |                      | 51         | 61         | 29         |
| 1990                                                                            | 443 395              | 839 326   | 52.8           | 81         | 69            | 12            | 5474                     | 12                   | 85         | 90         | 36         |
| 1999                                                                            | 271 623              | 637 575   | 42.6           | 106        | 87            | 19            | 2562                     |                      | 76         | 102        | 49         |
| 2000                                                                            | 283 329              | 651 614   | 43.5           | 119        | 94            | 25            | 2380                     |                      | 84         | 98         | 54         |
| 2001                                                                            | 294 275              | 737 638   | 39.9           | 107        | 81            | 26            | 2750                     |                      | 59         | 107        | 43         |
| 2002                                                                            | 245 359              | 711 621   | 34.5           | 100        | 79            | 21            | 2453                     | 5                    | 43         | 107        | 40         |
| 2003                                                                            | 426 075              | 949 175   | 44.9           | 106        | 84            | 22            | 4019                     |                      | 39         | 108        | 40         |
| 2004                                                                            | 600 000              | 1 000     | 60.0           | 99         | 79            | 20            | 6060                     |                      | 36         | 117        | 42         |
| 2006                                                                            | 1 100 000            | 2 200 000 | 50.0           | 106        | 87            | 19            | 10 377                   |                      | 31         | 117        | 42         |
| 2013                                                                            | 1 334 000            | 2 691 000 | 49.6           | 107        | 91            | 16            | 12 467                   |                      | 36         | 101        | 43         |
| 2016                                                                            | 1 552 250            | 2 750 500 | 56.4           | 120        | 100           | 20            | 12 935                   |                      | 40         | 109        | 43         |
| 2019                                                                            | 1 730 660            | 3 023 000 | 57.2           | 117        | 100           | 17            | 14 791                   |                      | 35         | 99         | 43         |
| 2021                                                                            | 1 951 780            | 3 903 560 | 50.0           | 125        | 102           | 23            | 15 614                   |                      | 39         | 93         | 43         |
| Fuente: Catholic-Hierarchy, que a su vez toma los datos del Anuario Pontificio. |                      |           |                |            |               |               |                          |                      |            |            |            |

## Episcopologio
- Alphonse Bossart, O.M.I. † (11 de junio de 1937-mayo de 1957 renunció)
- René Toussaint, O.M.I. † (16 de enero de 1958-21 de mayo de 1970 renunció[nota 1])
- Eugène Biletsi Onim † (21 de mayo de 1970-4 de noviembre de 1994 renunció)
  - Sede vacante (1994-1997)
- Louis Mbwôl-Mpasi, O.M.I. (20 de mayo de 1997-31 de mayo de 2006 retirado)
  - Sede vacante (2006-2009)
- José Moko Ekanga, P.S.S., desde el 26 de mayo de 2009